# Philipp Poisel
Philipp Poisel (Ludwigsburg, 18 giugno 1983) è un cantante, chitarrista e percussionista tedesco.

## Biografia
Philipp Poisel si è accostato alla musica già nell'infanzia, imparando a suonare tamburo e chitarra. Nel 2006 ha conosciuto Frank Pilsl, suo futuro produttore musicale. L'anno dopo ha aperto i concerti di Herbert Grönemeyer: in seguito Philipp Poisel inciderà tutti i suoi pezzi per l'etichetta del compositore, la Grönland.
Poisel ha inciso il suo album d'esordio nel 2008 e quello successivo nel 2010. Nel 2012 è uscito il disco live Projekt Seerosenteich.
Dal 2013 al 2016 Poisel ha pubblicato solo singoli, tre dei quali si sono piazzati alla prima posizione della classifica relativa. Nel 2017 è uscito l'album Mein Amerika, collocatosi subito in vetta alle classifiche.

## Vita privata
Ha vissuto per anni a Tubinga. Dal 2017 risiede nuovamente nella città natale, Ludwigsburg.

## Discografia

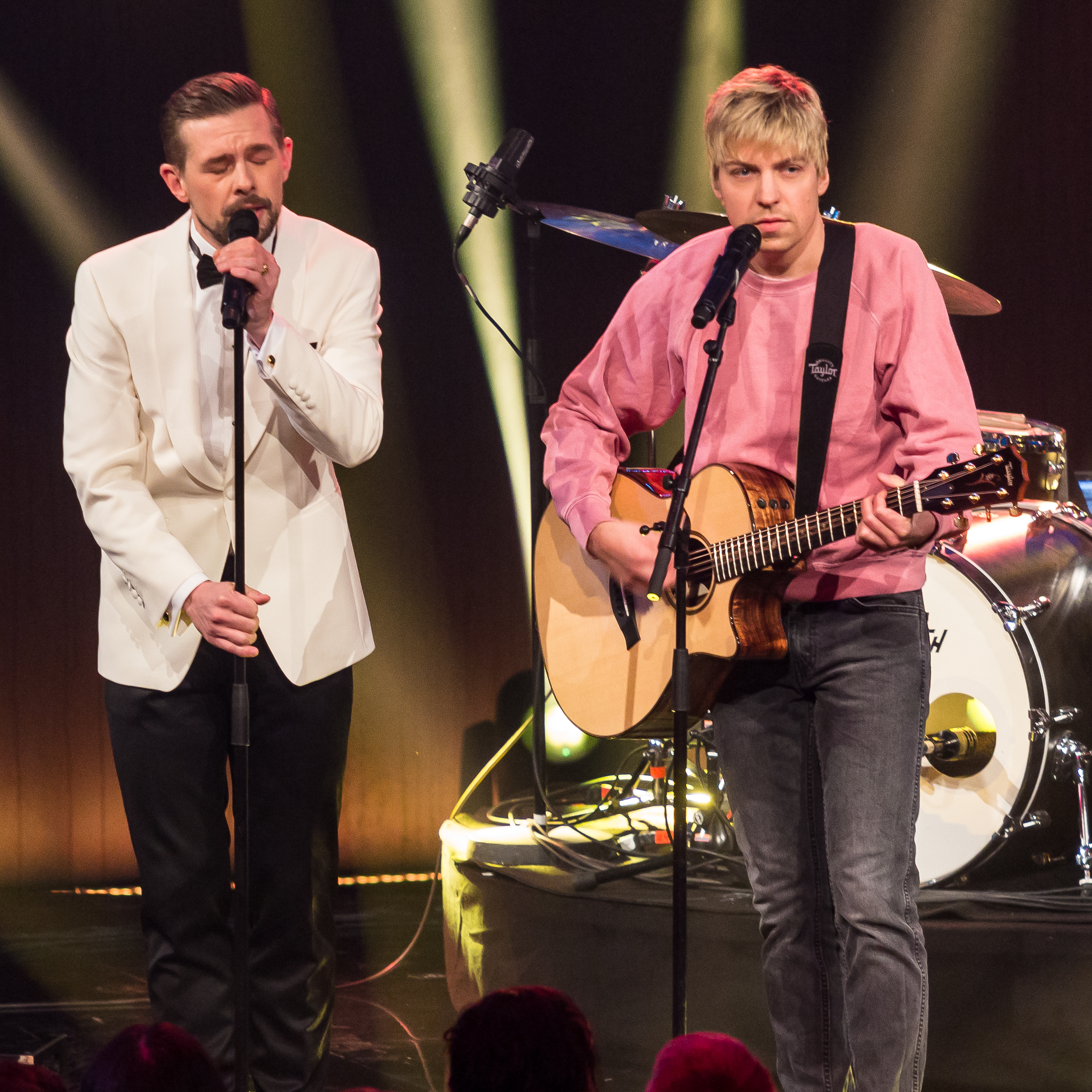
Philipp Poisel (a destra) insieme a Klaas Heufer-Umlauf nel 2016

### Album
- Wo fängt dein Himmel an? (2008)
- Bis nach Toulouse (2010)
- Projekt Seerosenteich (album live, 2012)
- Mein Amerika (2017)

### Singoli
- Wo fängt dein Himmel an? (2008)
- Ich & Du (2008)
- Und wenn die Welt morgen untergeht (2008)
- Halt mich (2008)
- Seerosenteich (2008)
- Mit jedem deiner Fehler (2009)
- Als gäb's kein Morgen mehr (2009)
- Wie soll ein Mensch das ertragen (2010)
- Bis nach Toulouse (2010)
- Zünde alle Feuer (2010)
- Innen und Außen (2010)
- All die Jahre (2010)
- Froh dabei zu sein (2010)
- Für keine Kohle dieser Welt (2010)
- Im Garten von Gettis (2011)
- Eiserner Steg (2011)
- Ich will nur (2012)
- Wolke 7  (con Max Herre, 2012)
- Liebe meines Lebens (2012)
- Bis nach Toulouse (nuova versione, 2013)
- Herr Reimer
- Durch die Nacht
- Mit jedem deiner Fehler